# Đại học Muhammad thuộc Islam
Đại học Muhammad thuộc Islam (ĐMI hay MUI) là một giáo học tôn giáo liên thông từ ấu nhi đến năm sinh 18 thuộc Quốc gia Islam (NOI) vị trí ở Khu Nam Ngạn ở Chicago, Illinois, Hoa Kỳ, nằm cạnh Nhà thờ Maryam. Mỗi nhà thờ Hồi giáo NOI lớn chủ yếu đều có ĐMI. Học giáo được lãnh đạo bởi Bộ Giáo dục Quốc gia Islam, do Bác sĩ Larry Muhammad lãnh đạo. Được thiết lập vào năm 1930, ĐMI là hệ thống học giáo người Mỹ gốc Phi Islam tối sơ ở Mỹ.
Thời điểm năm 1990, 40% học sinh là giáo đồ phi-Islam NOI.

## Tham chiếu
1. ↑  "Thánh đường Maryam và Trung tâm Quốc gia Islam." Quốc gia Islam. Truy cập ngày 26 tháng 2 năm 2009.
2. ↑  Evans, Kimberley D. "Bài học cuộc sống Lưu trữ ngày 2 tháng 4 năm 2015 tại Wayback Machine" Báo Luận đàn Chicago. Ngày 16 tháng 5 năm 1990. Phong cách 12. Truy cập ngày 11 tháng 1 năm 2012..

## Liên tiếp ngoại bộ
- Đại học Muhammad thuộc Islam
- Đại học Muhammad Sister Clara Lưu trữ ngày 6 tháng 3 năm 2011 tại Wayback Machine
- Đại học Muhammad thuộc Atlanta
- Hội cựu sinh viên quốc gia Đại học Muhammad Sister Clara